# Turó del Monestir
El Turó del Monestir és una muntanya de 644 metres que es troba al municipi de Clariana de Cardener, a la comarca catalana del Solsonès.
A 475 metres al nord hi trobem el pas de la rasa d'Anglerill, i 425 metres més al nord el cim de Borrelles, dins el mateix municipi. Els punts habitats més propers són la casa de Torrades, a 640 metres al sud-oest, Cal Janet a 650 nord-nord-est, i Trullars a 815 m. al nord-oest.